# 구글 트렌드
구글 트렌드(Google Trends)는 여러 지역과 언어로 구글 검색의 검색 쿼리의 인기도를 분석하는 구글의 웹사이트이다. 이 웹사이트는 그래프를 사용하여 시간 경과에 따른 각기 다른 검색질의량을 비교한다.

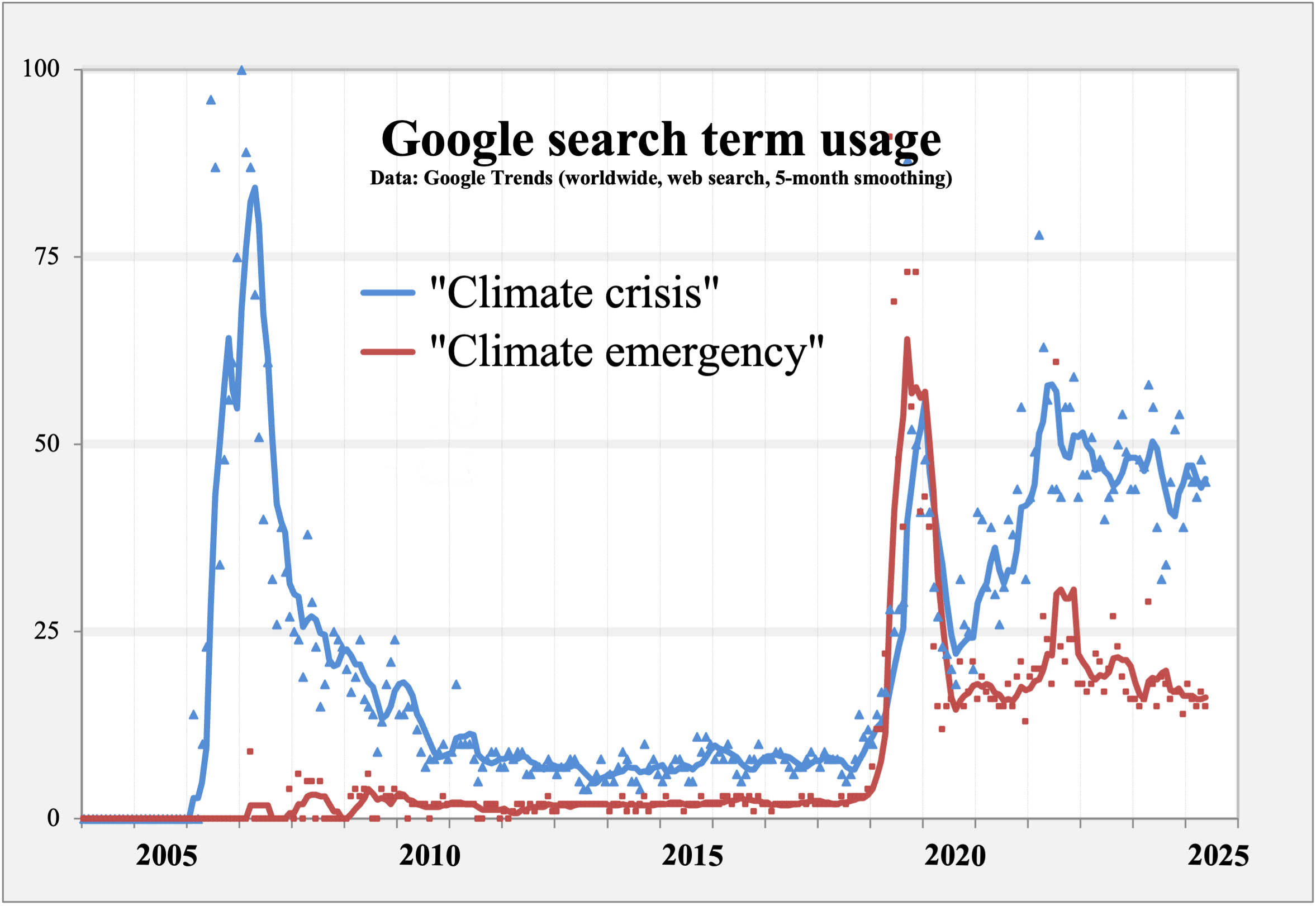
구글 트렌드 데이터

## 같이 보기
- 알렉사 인터넷
- 구글 엔그램 뷰어
- 페이지 뷰